# 貢薩洛·格德斯
貢薩洛·曼努埃尔·甘希尼奥·格德斯（葡萄牙語：Gonçalo Manuel Ganchinho Guedes，發音：[ɡõˈsalu ˈɣɛðɨʃ]；1996年11月29日—）是一名葡萄牙足球运动员，現效力於西甲球隊皇家蘇斯達，他曾代表葡萄牙国家足球队参赛，司职边锋及前锋。

## 俱乐部生涯
格德斯的职业生涯始于本菲卡，2014年4月在预备队（賓菲加體育B隊）首次登場，6个月后进入一线队。格德斯出場63次，打进11球，赢得了五座奖杯。2017年1月，格德斯以3000万欧元的转会费转会到巴黎圣日耳曼。不過他只为巴黎圣日耳曼踢了13场比赛，然后在2017年9月被租借到巴伦西亚足球俱乐部。2018年8月，他以4000万欧元的转会费正式加盟巴伦西亚足球俱乐部。

## 国家隊生涯
2015年11月，18岁的格德斯首次在国际赛场上亮相，并参加了2018年国际足联世界杯。他在2019年欧洲国家联赛决赛中为葡萄牙队打进制胜一球。2021年5月，格德斯的2019冠状病毒病病毒檢測呈陽性。

## 外部连结
- Soccerway資料庫：貢薩洛·格德斯